# Gilly (Zwitserland)
Gilly is een gemeente en plaats in het Zwitserse kanton Vaud en maakt sinds 2008 deel uit van het district Nyon. Voor 1 januari 2008 maakte de gemeente deel uit van het toen opgeheven district Rolle.
Gilly telt 840 inwoners.